# Уэст-Мидлендс
Уэ́ст-Ми́длендс (англ. West Midlands) — церемониальное метрополитенское графство на западе Англии. Входит в состав одноимённого региона (совпадение названий иногда создает путаницу). В состав графства входят города Бирмингем, Вулвергемптон и Ковентри, а также расположенные между ними урбанизованные области. Крупнейший город — Бирмингем. Население 2,808 млн человек (2-е место среди церемониальных графств; данные 2014 года.).

## История
Современное графство официально существует с 1974 года, но города, входящие в его состав, были известны и важны ещё в средние века. Ковентри процветал в производстве ткани и шерсти, в Бирмингеме с XVI в. производили стрелковое оружие, а в Вулвергемптоне обрабатывали латунь. К XX веку район превратился в крупную конурбацию, а Ковентри стал центром автомобильной и велосипедной промышленности.
В 1966 году местное правительство проводит крупную реформу, в результате которой возникает семь основных районов:
- Бирмингем.
- Дадли (в район входит холм Бриерли, частично Коузли и другие небольшие города).
- Солихалл.
- Уолсолл (входят Дарластон, Уиленхолл, частично другие города).
- Уорли (объединил Сметик, Олдбери, Роули Реджис) — позднее станет районом Сандуэлл.
- Вест Бромвич (также частично включал Сметик и Олдбери, Бильстон и Типтон). Также позднее станет частью Сандуэлла.
- Вулвергемптон (объединил Бильстон, Тетенхолл, Венсфилд).

Несмотря на активный рост угольной промышленности, благодаря которой часть графства носила название Чёрная страна, в XX веке добыча резко падает и в 1968 г. закрывается последняя шахта, расположенная в Седжли. В 1970-80-х гг. отмечается значительное уменьшение объёмов тяжёлой промышленности.

## География
Общая площадь территории 902 км² (42-е место среди церемониальных графств).

## Административное деление
В состав графства входит 7 районов:
|  | 1. Сити-оф-Вулвергемптон 2. Дадли 3. Уолсолл 4. Сандуэлл 5. Сити-оф-Бирмингем 6. Солихалл 7. Сити-оф-Ковентри |

## Достопримечательности
Родина Ронни О'Салливана, Эрин О’Коннор, группы Black Sabbath.